# Gyretes lojensis
Gyretes lojensis is een keversoort uit de familie van schrijvertjes (Gyrinidae). De wetenschappelijke naam van de soort is voor het eerst geldig gepubliceerd in 1892 door Régimbart.